# Suutarinsaari (ö i Kymmenedalen)
Suutarinsaari är en ö i Finland. Den ligger i vattendraget Pitkä-Kymi och i kommunen Kotka i den ekonomiska regionen  Kotka-Fredrikshamn  och landskapet Kymmenedalen, i den södra delen av landet, 110 km öster om huvudstaden Helsingfors. Öns area är 8,9 hektar och dess största längd är 0,7 kilometer i nord-sydlig riktning.